# Kurorchester Bad Kissingen

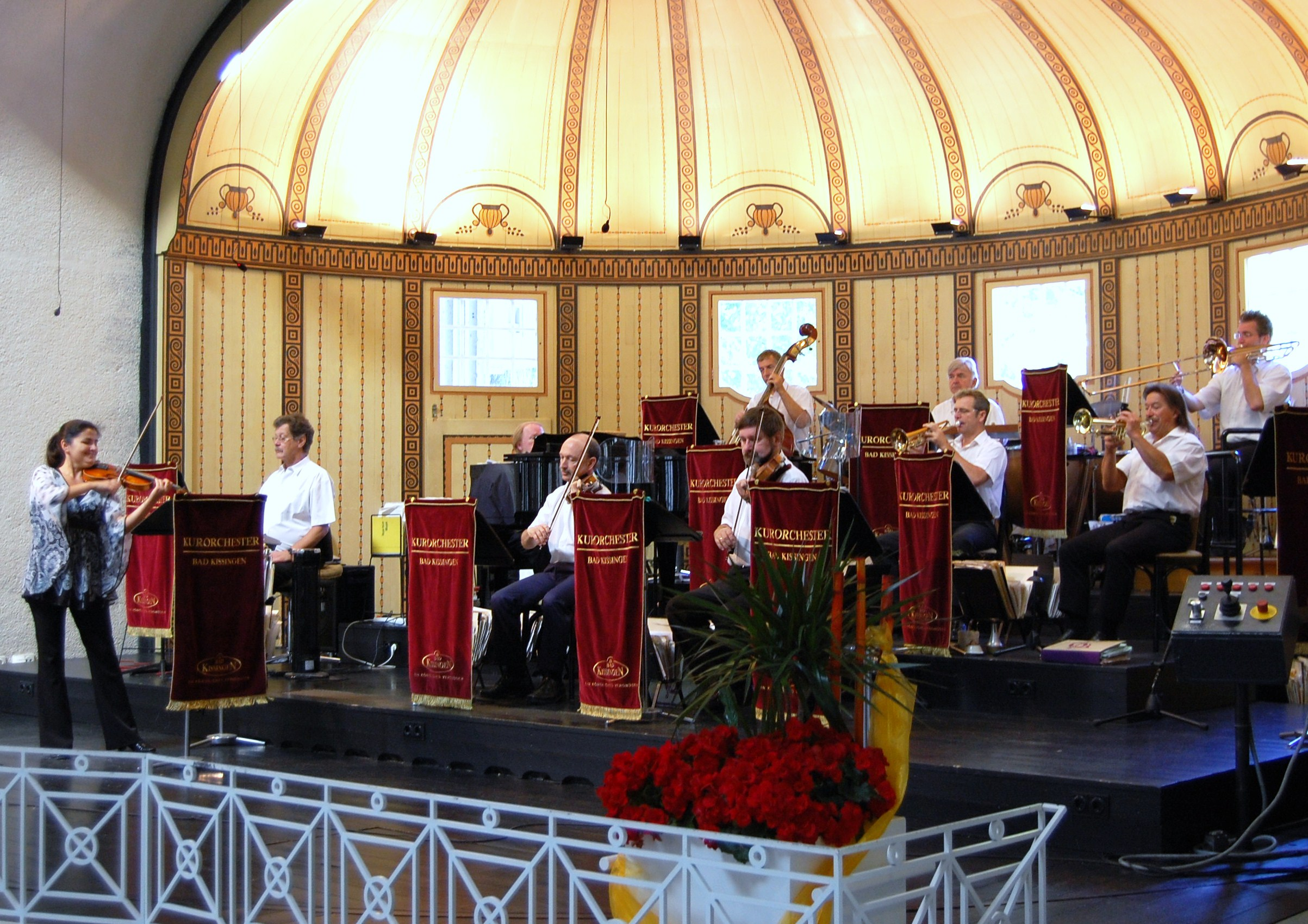
Das Kurorchester Bad Kissingen (2012) auf der Wandelhallen-Drehbühne von 1911; Leitung: Elena Iossifova, Violine (links)

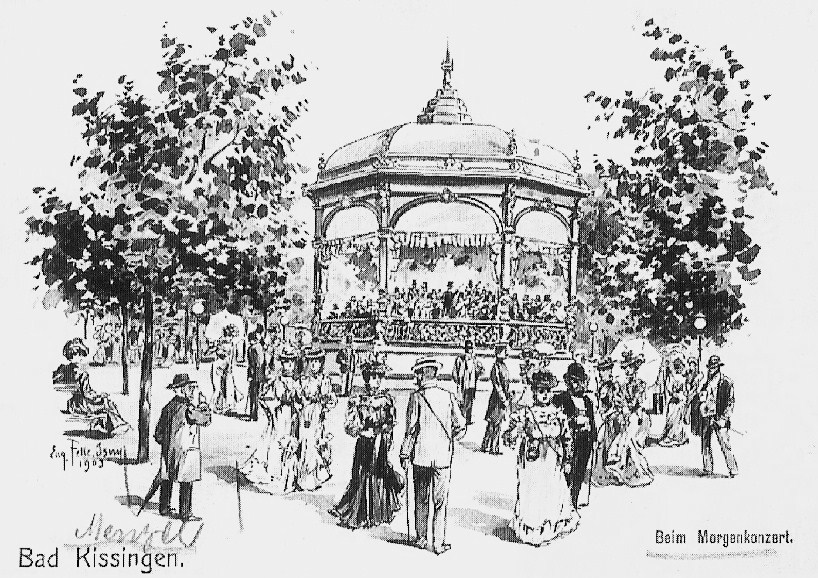
Beim Morgenkonzert (1903) von Eugen Felle (1869–1934): Kurkonzert im alten Musikpavillon (erbaut 1899); links ist der Maler Adolph von Menzel als häufiger Kurgast dargestellt

Das Kurorchester der Kurstadt Bad Kissingen besteht offiziell seit 1. Mai 1837. Seit 2018 trägt es den Namen „Staatsbad Philharmonie Kissingen“. Es besteht aus 13 Musikern in Festanstellung (Stand 2018). Im April 2012 erhielt es einen Eintrag ins Guinness-Buch der Rekorde und wurde mit 727 Auftritten pro Jahr als „meistspielendes Ensemble der Welt“ anerkannt.

## Historische Entwicklung der Bad Kissinger Kurmusik

### Frühzeit
Schon im 17. und 18. Jahrhundert hatte es bei gelegentlichen Besuchen der fürstbischöflichen Landesherren aus Würzburg Gastspiele des Hoforchesters gegeben. Zumindest in der Saison 1784 hatte auch die Würzburger Feldmusik, Vorläufer heutiger Militärkapellen, zum Kurkonzert aufgespielt. Doch sonst war das gesellschaftliche Leben in Bad Kissingen weniger unterhaltsam, das musikalische Angebot sogar mangelhaft. Der Arzt Adam Elias von Siebold (1775–1828) schrieb 1828: „Die Musik in Kissingen war seit mehreren Jahren sehr schlecht, obschon die Curgäste ein bedeutendes Honorar dafür zahlten.“ Auch den Gebrüdern Peter und Ferdinand Bolzano, die seit 1824 den Kurbetrieb gepachtet hatten, dürfte dies aufgefallen sein, doch waren sie damals noch mit der Modernisierung der vernachlässigten Infrastruktur des Kurbades beschäftigt.

### Spielbeginn des ersten Kurorchesters im Jahr 1837
Erst 1836 engagierten die Bolzanos den böhmischen Kapellmeister Johann Kliegl (1808–1883), der bei seinem Saison-Gastspiel mit 15 Musikern – darunter auch seine sechs Brüder – vom Publikum begeistert aufgenommen worden war, für die kommende Kursaison ab 1. Mai 1837. Dieses Datum wurde zur Geburtsstunde des Kurorchesters Bad Kissingen mit regelmäßigen Kurkonzerten, wie man sie noch heute kennt.
Allerdings war das Orchester anfangs nur mit Bläsern besetzt; die Streicher kamen erst zur Saison 1838 hinzu: Der damalige Badkommissar Carl Moritz Freiherr von Thüngen unterstützte mit Schreiben vom 31. Januar 1838 an die königliche Regierung den Wunsch des aus Leipzig stammenden Theaterunternehmers Eduard Geyser zur Einrichtung einer Theatermusik. Hierfür schien das bisher nur mit Bläsern besetzte Kurorchester allerdings nicht geeignet. Der Kurpächter Bolzano solle deshalb zur Anstellung einer auf Saiteninstrumente eingeübten Musikgruppe angehalten werden. Die Regierung stimmte dem Vorschlag am 14. Februar 1838 zu. So war Johann Kliegl verpflichtet, jetzt auch noch Streicher in sein Orchester aufzunehmen, um seinem Vertrag gerecht werden und nun auch noch zusätzlich im Theater spielen zu können.
Schon frühmorgens spielten die Musiker in den Straßen zum Wecken der Gäste. Zum Kurkonzert saßen sie im Kurgarten um einen Tisch herum. Erst nach Fertigstellung des von Friedrich von Gärtner gebauten Conversationssaals (heute Rossini-Saal) im Arkadenbau konnte das Kurorchester ab 1838 bei Schlechtwetter dort aufspielen. Doch so mancher Zuhörer empfand die allzu laute Musik in der damals noch leeren Halle als „an das Ohr schlagende Klänge“. Im Juli 1842 klagte der Staatswissenschaftler Robert von Mohl aus Tübingen sogar: „Alle Morgen von 11 bis 1 Uhr ist Dilettanten-Konzert, welches nicht schrecklicher sein könnte.“ Nach jedem Konzert mussten die Musiker bei ihren damals noch wohlhabenden Zuhörern sammeln gehen, denn ein festes Gehalt gab es für sie noch nicht. Nach Saisonende ging das Orchester wohl bis zur nächsten Saison auf Gastspielreise.

### Bad Kissinger Kurmusik im 19. Jahrhundert
Ab 1845 spielte der Würzburger Komponist und Musikdirektor Johann Valentin Hamm (1811–1874) jeden Sommer im Bad Kissinger Kurorchester. Zehn Jahre später (1855) übernahm er dann im Auftrag des Badkommissariats das Orchester als Kapellmeister. Auf ihn geht die Tradition des noch heute (2012) üblichen Morgenchorals zurück, zu dem sich alle Gäste traditionsgemäß von den Plätzen erheben. Gioachino Rossini berichtete, dass er 1856 bei seinem Kuraufenthalt in Bad Kissingen erstmals eine Komposition Richard Wagners gehört habe.
Als Dirigent und Musikdirektor wurde der Mainzer Kapellmeister Matthias Heinefetter verpflichtet, der das Kurorchester in seine erste Blütezeit führte. Heinefetter holte 34 Musiker vom Würzburger Theater, der Meininger Hofkapelle sowie aus Böhmen und begann mit systematischer Orchester- und Probenarbeit. Die Kurkonzerte gab man jetzt in dem ebenfalls 1855 mitten im Kurgarten errichteten, rundum offenen Musikpavillon, dessen Akustik allerdings völlig unzureichend war. So schrieb die Würzburger Musikschule noch 1876 in einem Gutachten: „In nur mäßiger Entfernung vom Musikpavillon verliert sich bereits fast jegliche Klangwirkung.“
Die Auswirkungen des Deutschen Krieges von 1866 sowie des Deutsch-Französischen Krieges (1870/71) brachten die Bad Kissinger Kurmusik fast zum Erliegen, doch besserte sich anschließend die Lage wieder.

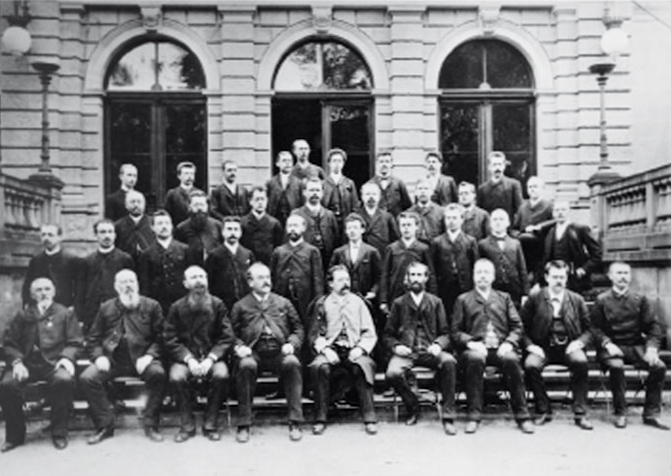
Älteste Aufnahme des Kurorchesters aus dem Jahr 1891 mit Musiker Josef Kliegl (69, erste Reihe Erster von links)

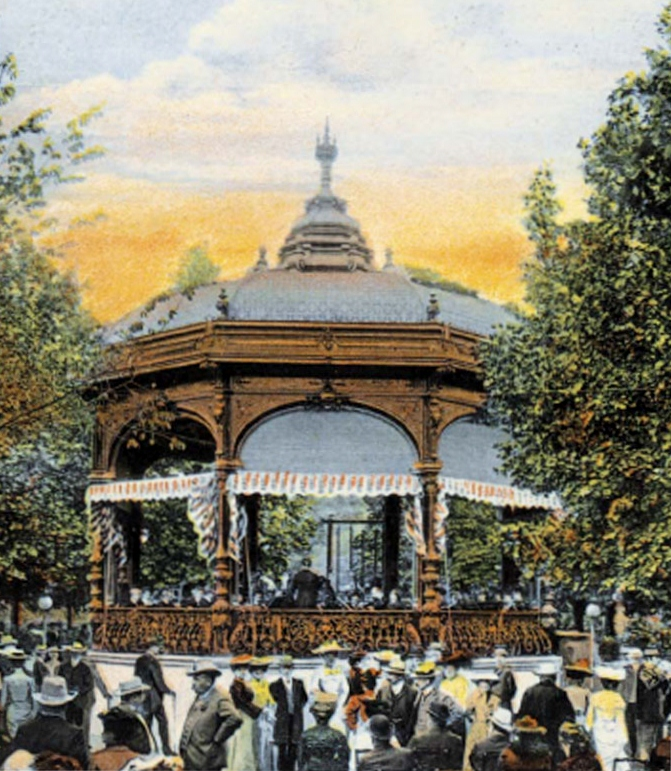
Der Musikpavillon von 1899 mit dem Kaim-Orchester; Postkarte aus 1899

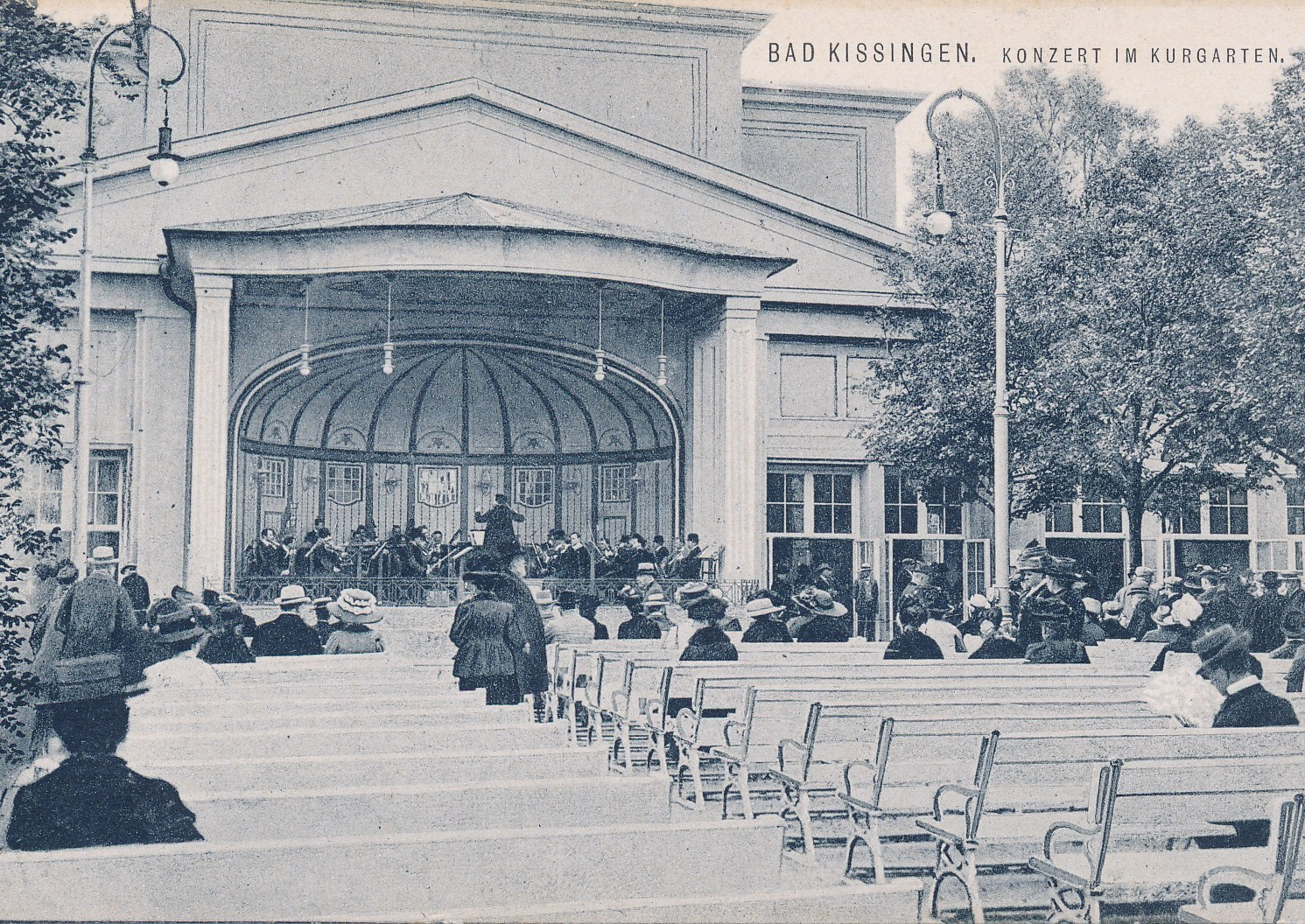
Kurkonzert des Wiener Concertvereins auf der Drehbühne der neuen Wandelhalle (1911)

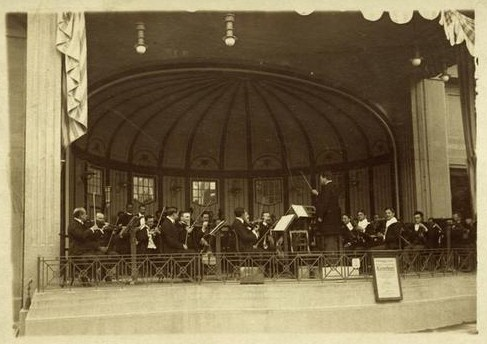
Kurkonzert des Wiener Concertvereins im Jahr 1912

Nach häufigen Querelen um die ordnungsgemäße Verbuchung der bei den Gästen gesammelten Einnahmen und Heinefetters eigenem finanziellen Desaster – er hatte sich beim privaten Hausbau finanziell übernommen – trat er 1871 von seinem Posten als Musikdirektor zurück. Da auch Kapellmeister Valentin Hamm das Orchester verließ, wurde die Leitung nun dem neuen Theaterdirektor Eduard Reimann (1833–1898) übertragen. Reimann wurde vom Badkommissariat vertraglich verpflichtet, eine Kurkapelle aus 32 Musikern zu stellen, die außer in Bad Kissingen nicht nur zusätzlich in Bad Bocklet und auf dem Klaushof zu spielen hatte, sondern auch noch für Opernaufführungen im Bad Kissinger Kurtheater verfügbar sein musste. Von Mai bis September spielte das Orchester in voller Formation, in den Wintermonaten in kleinerer Besetzung.
Auch Reimann sah sich Vorwürfen ausgesetzt, die bei den Gästen gesammelten Einnahmen nicht korrekt verbucht zu haben, weshalb 1876 solche Sammlungen unter Strafe gestellt und die Kurtaxe erhoben wurde, woraus auch das Orchester bezahlt wurde. Zu dessen Mitgliedern gehörte ab 1892 als Flötist auch der Komponist und Flötenvirtuose Julius Manigold.
Wechselnde Konzertmeister sorgten in der Reimann-Zeit für stetige Qualitätsverbesserung, die Konzerte wurden immer anspruchsvoller. Von 1878 bis 1888 leitete der Coburger Konzertmeister Alexander Eichhorn die Kissinger Kurmusik, der 1876 an der Uraufführung von Richard Wagners Ring des Nibelungen in Bayreuth mitgewirkt hatte. Das Repertoire war äußerst umfangreich. So wurden im Mai 1878 in 62 regulären Konzerten 486 verschiedene Werke aufgeführt. An der Spitze steht Johann Strauss samt Familie mit 50 Kompositionen, gefolgt von Richard Wagner mit 37 Werken, Friedrich von Flotow und Carl Maria von Weber mit jeweils rund 20, Gioachino Rossini mit 16 und Wolfgang Amadeus Mozart mit 13 Kompositionen. Im Repertoire gab es auch viele Stücke, die erst kurze Zeit vorher uraufgeführt worden waren, neben Wagner und Strauß etwa auch von Johannes Brahms und Camille Saint-Saëns. Doch der Dienst der Musiker war damals recht hart: Während der Saison gab es keinen freien Tag, zwischen sechs und acht Uhr war das Frühkonzert zu spielen, von 17 bis 19 Uhr folgte das Nachmittagskonzert und manches Mal stand abends im Conversationssaal noch ein Konzert oder im Kurtheater eine Oper auf dem Programm. Auch in Meyers Reisebüchern wurde 1898 die „vorzügliche Kurkapelle“ gelobt.

### Die Münchner Philharmoniker als Kurorchester
Nach Reimanns Tod (1898) wurde das Münchner Kaim-Orchester (etwa 45 Musiker) nach Bad Kissingen verpflichtet, das 1893 von Franz Kaim (1856–1935) als erstes Münchner Berufsorchester gegründet worden war und 1908 in Münchner Philharmoniker umbenannt wurde. Kaim erkannte in dem Sommer-Engagement die Gelegenheit, seine Musiker ganzjährig beschäftigen und dadurch stärker an sich binden zu können.
In Bad Kissingen begann nun die Zeit der großen Sinfoniekonzerte, der Beethoven- und Wagner-Abende. Zur Saison 1899 war der alte und zu kleine Musikpavillon im Kurgarten durch einen neuen, größeren ersetzt worden, „der prächtiger und herrlicher ist, als der aller anderen Badeorte in ganz Deutschland und darüber hinaus“. Als sich sechs Jahre später das bayerische Finanzministerium weigerte, das große Orchester weiterhin in voller Besetzung zu bezahlen, wechselte Kaim nach Abschluss der Saison 1905 nach Mannheim.

### Der Wiener Concertverein als Kurorchester
Nach den Münchnern kamen 1906 die Wiener unter Martin Spörr (1866–1937). Sechs Jahre zuvor hatte Ferdinand Löwe den Wiener Concertverein gegründet, aus dem später die Wiener Symphoniker wurden. Die Drehbühne in der neuen Bad Kissinger Wandelhalle für die Kurkonzerte (seit 1911) und der repräsentative Saal im Regentenbau für die Abendkonzerte (seit 1913) wurden zur Attraktion. Mit wechselnden Dirigenten und Gastsolisten wurde die Reihe der großen Sinfoniekonzerte fortgesetzt – sogar noch während des Ersten Weltkrieges.

### Zwischen den Weltkriegen
Nach Ende des Krieges und Abschluss der Saison 1918 endete der Vertrag mit dem Wiener Concertverein, und die Münchner Philharmoniker kamen zurück. Für die Kurmusik war damals als Konzertmeister der niederländische Violinist Carl Snoeck (1885–1946) verantwortlich, für die großen Abendkonzerte der Dirigent Friedrich Munter (1881–1939). Mit ihm hielt die moderne Musik in Bad Kissingen Einzug mit Werken von Richard Strauss, Hugo Wolf und Arthur Honegger (Pacific 231). Die größten Stars der klassischen Musikszene – ob als Komponist, Dirigent oder Sänger – kamen zu Gastspielen. Das Kurorchester galt als das beste Deutschlands.
Charakterliche Stärke bewies Munters Nachfolger Adolf Mennerich (1902–1966) in der Zeit des Nationalsozialismus. Zwar erfüllte er die an ihn gestellten Forderungen und nahm „nationale“ und „vaterländische Abende“ ins Programm, dirigierte aber schon Tage später einen ganzen Abend nur mit Werken jüdischer Komponisten. Wenn auch dieser musikalische Widerstand bis 1937 von den NS-Machthabern noch geduldet wurde, hatte man bereits 1934 die beiden jüdischen Mitglieder des Kurorchesters, Konzertmeister Snoeck und Violinist Josef Lengfeld, ausschließen müssen. Die allmorgendliche Tradition des Chorals war vom Nazi-Regime nicht gern gesehen, wurde aber auch in dieser schwierigen Zeit als Tradition nicht aufgegeben.

### 100 Jahre Kurorchester
Im Sommer 1937 feierte Bad Kissingen noch das 100-jährige Jubiläum seines Kurorchesters; die heimatliche Saale-Zeitung berichtete darüber ausführlich. Doch Ende August 1942 endete die Kurmusik kriegsbedingt, die Gäste blieben aus und die Sanatorien wurden zu Lazaretten umfunktioniert.

### Die Jahre nach dem Zweiten Weltkrieg
Nach dem Einzug der Amerikaner und der langsamen Wiederbelebung des Kurgeschäfts gaben die Münchner Philharmoniker nur noch Gastspiele. Die Kurkonzerte bestritten bis 1949 das Städtische Orchester Würzburg, ab 1950 die Hofer Symphoniker. Die Generalmusikdirektoren Karl Tutein (1887–1984) und Werner Richter-Reichhelm verpflichteten noch einige Gaststars wie Erna Berger, Rudolf Schock oder Yehudi Menuhin, aber der durch die neuartige Sozialkur bewirkte Gästewandel brachte auch einen Geschmackswandel. Die vermehrte Beanspruchung der Hofer Musiker in ihrer Heimatstadt führte zudem 1979 zum Vertragsende.

### Staatliche Kurverwaltung gründet Kurorchester in Festanstellung

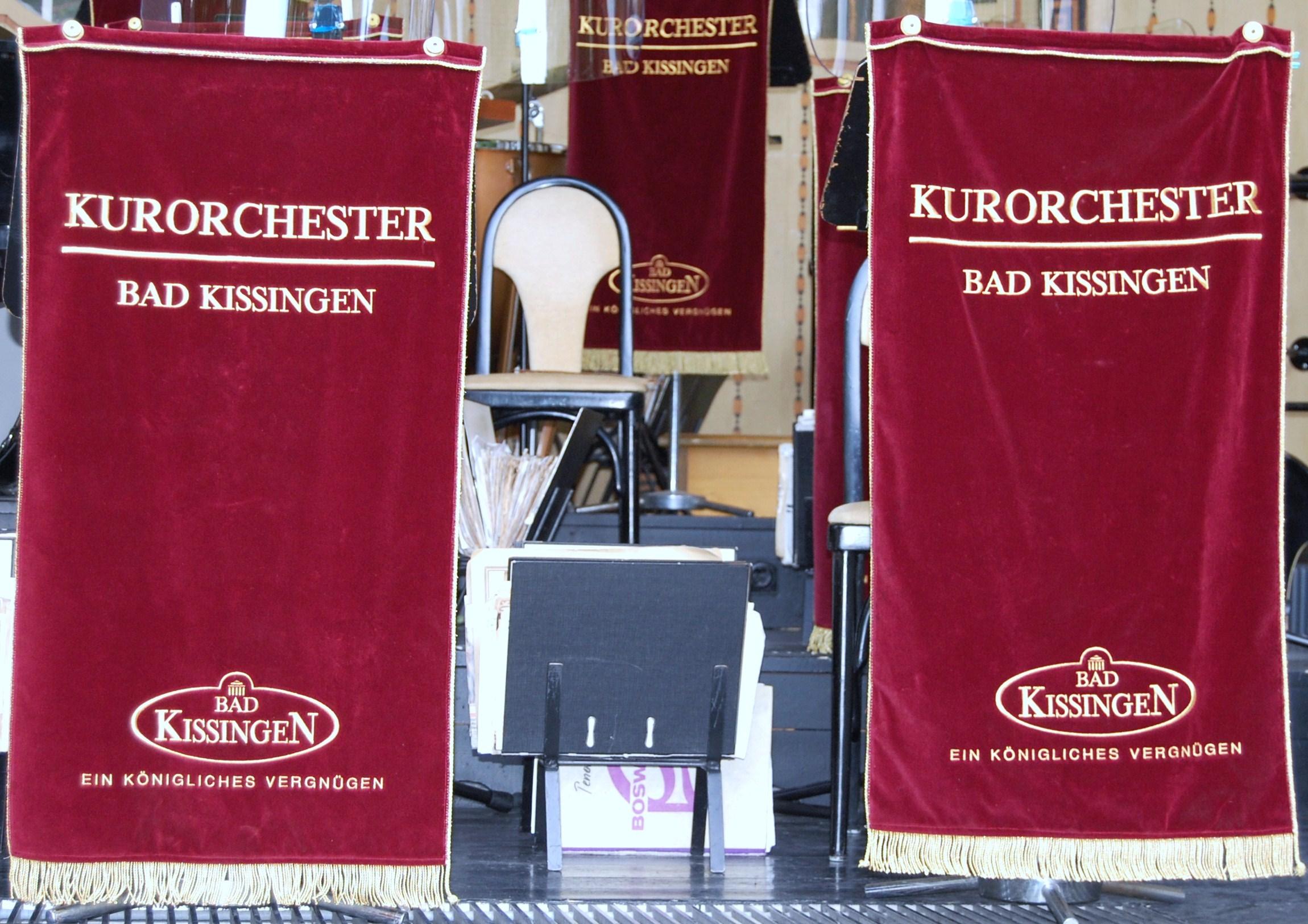
Kurorchester Bad Kissingen

Schon früher hatte die Staatliche Kurverwaltung zwölf andere Musiker in der Wintersaison beschäftigt, die nach Weggang der Hofer Symphoniker ab 1980 – jetzt auf 18 Mann verstärkt – unter Kapellmeister Willibald Sandner nun auch den Sommerbetrieb übernahmen. Doch schon 1981 wurde Sandner von Mario Weber, dem früheren Leiter eines europaweit auftretenden Tanzorchesters, abgelöst. Weber spürte zuletzt den Wandel der Zeit und ließ ab 1995 das Kurorchester auch als Blech blasendes Ballroom Orchestra mit Swing und Tanzmusik auftreten. Erst als 82-Jähriger übergab der beliebte Musikdirektor auf Drängen der zur Bayer. Staatsbad Bad Kissingen GmbH privatisierten Kurverwaltung das auf 13 Musiker geschrumpfte Kurorchester 1999 an seinen langjährigen Stellvertreter und Kapellmeister Jaroslav Drasil, Musikpädagoge und Konzertgeiger aus Tschechien. Dieser setzte, fünf Jahre vom ungarischen Violinisten Zsolt Farkas unterstützt, bis Mai 2010 das Konzertprogramm in gewohnter Form fort.

### Die erste Frau in der Bad Kissinger Kurmusik
Nach Drasils Ausscheiden in den Ruhestand setzte die Staatsbad GmbH erstmals in der 175-jährigen Geschichte der Bad Kissinger Kurmusik eine junge Frau auf den Chefposten: Die damals 30-jährige Bulgarin Elena Iossifova übernahm am 1. Juni 2010 das Kurorchester. Sie erweiterte das musikalische Spektrum über die reine Unterhaltungsmusik hinaus. Mit einer Bandbreite von Klassik bis zu Rio Reiser und Ton Steine Scherben machte sie das Orchester auch für ein Festival wie den Kissinger Sommer tauglich. Iossifova verließ das Kurorchester Ende 2017. Ihr Nachfolger wurde ab 1. März 2018 Burghard Toelke.

### 175 Jahre Kurorchester
Aus Anlass des 175-jährigen Bestehens des Bad Kissinger Kurorchesters veranstaltete der erst am 13. September 2012 gegründete Förderverein am 18. Dezember 2012 ein Galakonzert mit internationalen Gästen.

### Staatsbad Philharmonie Kissingen
Im September 2018 wurde das seit März von Dirigent Burghard Toelke geführte Kurorchester in „Staatsbad Philharmonie Kissingen“ umbenannt. Zur Begründung hieß es, damit solle deutlich gemacht werden, dass es sich um ein ganzjährig auf hohem Niveau spielendes Orchester handelt, das nicht nur während einer begrenzten Spielzeit innerhalb der Sommersaison auftritt, wie dies der Begriff Kurorchester vermuten lasse. Nach dem Ende von Toelkes Leitungstätigkeit im November 2021 wurde kein neuer Orchesterleiter berufen. Stattdessen setze das Orchester auf „kollektive Verantwortung für alle Bereiche“, hieß es.

## Rekorde und Besonderheiten
Im April 2012 wurde das Kurorchester Bad Kissingen ins Guinness-Buch der Rekorde aufgenommen. Mit 727 Auftritten im Jahr – gemessen vom 1. Juni 2010 bis 31. Mai 2011 –, gelegentlich bis zu 15 pro Woche, wurde es mit seinen zwei Kurkonzerten pro Tag sowie zusätzlichen Abend- und Sonderkonzerten – ob als Kammerorchester oder Ballroom Orchestra – als „meistspielendes Ensemble der Welt“ anerkannt. Das aktuelle Repertoire umfasst etwa 3000 Stücke von der Klassik bis zu moderner Unterhaltungsmusik.
Am 20. März 2011 nahm Posaunist Roman Riedel als einer von nur zwei deutschen Musikern im YouTube Symphony Orchestra 2011 bei dem vom Videoportal YouTube in Sydney (Australien) veranstalteten Konzert im Sydney Opera House teil.
Das Bad Kissinger Kurorchester gehört auch nach über 175 Jahren noch immer zur Kurstadt wie seine sieben Heilquellen. Noch heute lockt das Orchester mehrere hundert Gäste und Einwohner täglich in die Bad Kissinger Wandelhalle. Für Senioren ist es ein wichtiger Standortfaktor auf der Suche nach einem interessanten Alterssitz.
Am 13. September 2012 wurde erstmals ein „Förderverein Bad Kissinger Kurorchester e. V.“ zur werblichen Unterstützung des Bad Kissinger Kurorchesters gegründet.